# سياسة زراعية مشتركة (الاتحاد الأوروبي)
السياسة الزراعية المشتركة هي السياسة الزراعية للاتحاد الأوروبي. يطبق الاتحاد الأوروبي نظام الإعانات الزراعية وغيرها من البرامج. وقد بدأ العمل في برنامج السياسة الزراعية المشتركة في عام 1950 وشهد العديد من التغييرات منذ ذلك الحين، مثل التوجه إلى خفض التكلفة (من 73% من ميزانية الاتحاد الأوروبي في عام 1985 م إلى 37% في عام 2017) والنظر أيضا في التنمية الريفية وأهدافها. وقد انتقد هذا البرنامج على أساس التكلفة والتأثيرات البيئية والإنسانية.

## التاريخ
حدث الظروف التي أدت إلى تطوير CAP في أواخر سنة 1950 إلى أواخر سنة 1960. في ذلك الوقت، لم يكن هناك مثال للتكامل الزراعي الناجح في أوروبا. ومع ذلك، ساهم عاملان رئيسيان في إنشاء هذه السياسة. يتضمن ذلك الوعد الذي قطعته المجموعة الاقتصادية الأوروبية (EEC) لفرنسا بمفاوضة السياسة الزراعية المتكاملة لصالح دور فرنسا في التصديق على معاهدة روما وبسبب عدم وجود سياسة جوهرية في الزراعة تتجاوز بعض الشروط القانونية الموجودة سابقًا والتي اعتبرها البعض «ضعيف وغامض ومتخلف للغاية». وهكذا، يؤدي إلى إنشاء المادة 39 في مجموعة من خمسة أهداف اجتماعية واقتصادية. كجزء من بناء سوق مشترك، يجب إلغاء التعريفات الجمركية على المنتجات الزراعية. ومع ذلك، فإن النفوذ السياسي للمزارعين وحساسية القضية جعلت الأمر يستغرق سنوات عديدة قبل تنفيذ السياسة الزراعية المشتركة بالكامل.
البدايات
ذكر تقرير Spaak لعام 1956 أن وجود سوق أوروبية مشتركة تستبعد الزراعة أمر لا يمكن تصوره. جادل بأن أمن الإمدادات الغذائية كان ذا أهمية قصوى وأثار سلسلة من الأسئلة حول الزراعة التي تحتاج إلى إجابة من قبل صانعي السياسات. ومعاهدة روما، وقعت مارس 1957، أنشأت الجماعة الاقتصادية الأوروبية (EEC) وكان ذلك أساسا بسبب الضغط الفرنسي أن معاهدة شملت الزراعة. ومع ذلك، بسبب الخلافات داخل الستة بشأن السياسة الزراعية، كانت المواد المتعلقة بالزراعة غامضة وصُنعت السياسة إلى ما بعد توقيع المعاهدة.
تحدد المادة 39.1 من المعاهدة أهداف السياسة الزراعية المشتركة: زيادة الإنتاجية من خلال التقدم التقني وأفضل استخدام لعوامل الإنتاج (مثل العمل)؛ ضمان مستوى معيشة عادل للمجتمعات العاملة في الزراعة؛ لتحقيق الاستقرار في الأسواق؛ لتأمين توافر الإمدادات؛ وفرض الأسعار العادلة. ذكرت المادة 39.2 أنه يجب على واضعي السياسات مراعاة ثلاثة عوامل: ظروف كل نشاط زراعي بسبب الهيكل الاجتماعي للمجتمعات الزراعية وعدم المساواة بين المناطق الأكثر ثراءً والأكثر فقراً؛ الحاجة إلى العمل تدريجياً لإتاحة الوقت الكافي للزراعة للتكيف؛ ولتذكر أن الزراعة كانت مندمجة بشكل كبير في الاقتصاد الأوسع.
المادة 40 تنص على التنظيم المشترك للأسواق والأسعار المشتركة، جنبا إلى جنب مع صندوق لدفع ثمنها. سمحت المادة 41 باتخاذ تدابير إضافية لتنفيذ المادة 39، مثل تنسيق التعليم المهني والبحث، و «نشر المعرفة الزراعية» وتشجيع استهلاك سلع معينة. سمحت المادة 42 لمجلس المجتمع بتحديد مدى تطبيق لوائح المنافسة على الزراعة. سمحت لهم هذه المادة أيضًا بمنح المساعدات.
خلال 3-12 يوليو 1958 في ستريسا، أقامت الجماعة مؤتمر الزراعي بحضور وزراء الزراعة من الدول الأعضاء والرئيس من المفوضية الأوروبية، والتر هالشتاين، جنبا إلى جنب مع المراقبين تمثل الزراعة. بحثت ثلاث فرق عمل في المؤتمر: الوضع الحالي للزراعة والسياسات الزراعية للدول الأعضاء؛ الآثار قصيرة الأجل لتنفيذ معاهدة روما؛ والأهداف طويلة الأجل للسياسة الزراعية المشتركة. في خطاب ألقاه أمام المؤتمر، اشتكى هالستاين من التحضر الذي أدى إلى انخفاض عدد السكان في المناطق الريفية، وأعرب عن أسفه لـ «صدام الثقافات» الذي كانت فيه الحياة الريفية والقيم الريفية تعتبر أدنى. تأمل هالشتاين أيضًا في تهديد الحرب الباردة من الشيوعية:

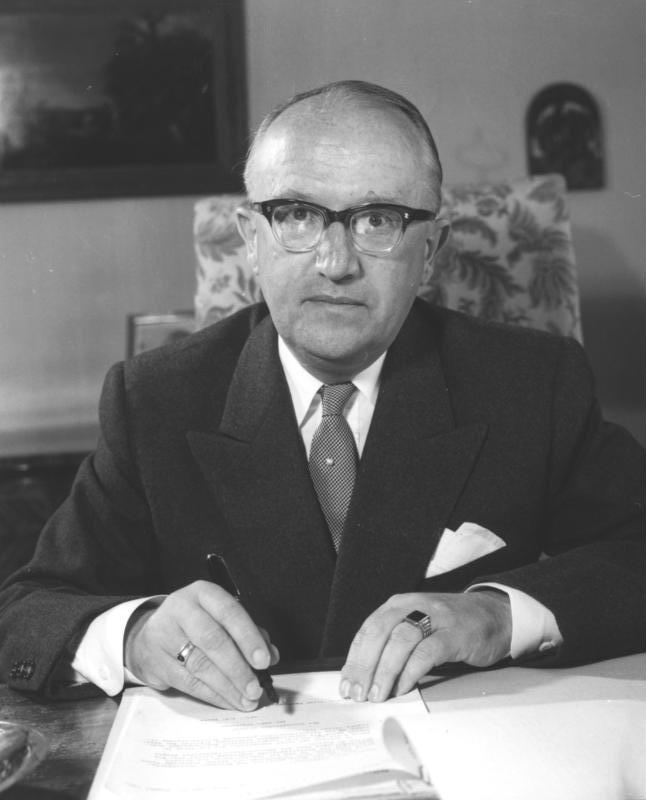
والتر هالشتالين رئيس المفوضية الأوروبية خلال سنوات تكوين CAP

إنها جوهر إنجازات أوروبا التي تتعرض للتهديد: حضارة بأكملها تقوم على الحرية والكرامة غير القابلة للتصرف للفرد... إن مأساة الحرية هذه هي أيضاً مأساة للطبقة الريفية. دعنا ننظر من حولنا، وللأسف، ليس لدينا بعيد للنظر؛ الطبقة الريفية هي أول ضحية لها. ولهذا السبب، نحن مقتنعون بأن الطبقة الريفية الأوروبية ستعد من بين الركائز الأكثر جدارة بالثقة في السوق الأوروبية الموحدة. لأن مصيره هو أيضا على المحك، وهو واحد من أول المهددين. لا يوجد في هذه الغرفة شخص لا تعود شجرة عائلته، عاجلاً أم آجلاً، إلى جذور الزراعة. نحن نعرف ماذا تعني الطبقة الريفية لأوروبا، ليس فقط من خلال قيمها الاقتصادية، ولكن أيضًا بقيمها الأخلاقية والاجتماعية.
جادل القرار الختامي للمؤتمر بالأهمية الحيوية للزراعة في الحياة الاقتصادية والاجتماعية، وأعرب عن رغبته بالإجماع في الحفاظ على طابع الزراعة الأوروبية، والتي كانت تعتمد في الغالب على المقتنيات العائلية الصغيرة الحجم. واتفقوا على أنه من الضروري مساعدة هذه المزارع على زيادة قدرتها الاقتصادية وقدرتها التنافسية. كما دعوا إلى إجراء تغييرات هيكلية لترشيد الإنتاج وترخيصه، والذي كان يهدف إلى تحسين الإنتاجية. تضمن القرار أيضًا الالتزام بسياسة السعر.
لذلك، خلال 1958-1959، صاغت اللجنة السياسة الزراعية المشتركة وأصدرت الجمعية تقارير عن الزراعة. قدمت اللجنة مشاريع المقترحات في نوفمبر 1959 (والتي نوقشت في الجمعية واللجنة الاقتصادية والاجتماعية) وتقريرها النهائي في يونيو 1960. في ديسمبر وافق المجلس على نظام من رسوم الاستيراد (ل الحبوب والسكر ولحم الخنزير والبيض والدواجن) وأنظمة السلع الأساسية للمنتجات الزراعية. كما أدخلوا مبدأ الأفضلية المجتمعية في تطبيق الرسوم والتفاوض على المعاهدات التجارية مع البلدان الخارجية؛ هذا يضمن أن أي تنازل تجاري يمنح لبلد خارجي لا يمكن أن يضعف المنتج الأوروبي في سوق المجتمع.
في عام 1962، تم تأسيس صندوق التوجيه والضمان الزراعي الأوروبي لتوفير الأموال لأنظمة السوق CAP. وبعد ذلك بعام، تم تقسيم الصندوق إلى كيانين، نفذ جانب الضمان دعمًا للسوق والسعر وقدم جزء التوجيه المساعدة الهيكلية. قدمت لائحة مجتمعية لعام 1964 ترتيبات مفصلة لعمل الصندوق، بما في ذلك تقدير المبالغ المستردة للصادرات، وهي الأداة الرئيسية للمجتمع للسيطرة على السوق. نُفذت أنظمة السوق لمعظم المنتجات الزراعية بحلول نهاية العقد. سهلت اتفاقية في عام 1966 إكمال السوق الموحدة للزراعة (التي دخلت حيز التنفيذ بعد عام)، ونظام دعم سعر واحد وحماية موحدة ضد الواردات من البلدان الخارجية. أشاد هالشتاين بهذا الاتفاق باعتباره المرحلة الأكثر أهمية في صياغة الوحدة الأوروبية لأنها ساعدت في استكمال السياسة الزراعية المشتركة.
تدخلت الدول الأعضاء الستة بشكل فردي في قطاعاتها الزراعية، ولا سيما فيما يتعلق بما تم إنتاجه، والحفاظ على أسعار السلع وكيفية تنظيم الزراعة. كان التدخل يشكل عقبة أمام التجارة الحرة في البضائع بينما استمرت القواعد في الاختلاف من دولة إلى أخرى لأن حرية التجارة ستناقض سياسات التدخل. أراد بعض الأعضاء، ولا سيما فرنسا، وجميع المنظمات المهنية الزراعية للحفاظ على تدخل الدولة قوية في مجال الزراعة. لا يمكن تحقيق ذلك ما لم يتم تنسيق السياسات ونقلها إلى مستوى الجماعة الأوروبية.
بحلول عام 1962، تم وضع ثلاثة مبادئ رئيسية لتوجيه السياسة الزراعية المشتركة: وحدة السوق، وتفضيل المجتمع والتضامن المالي. منذ ذلك الحين، كانت السياسة الزراعية المشتركة عنصرا رئيسيا في النظام المؤسسي الأوروبي.
غالبًا ما يتم شرح السياسة الزراعية المشتركة كنتيجة للتسوية السياسية بين فرنسا وألمانيا: يمكن للصناعة الألمانية الوصول إلى السوق الفرنسية؛ في المقابل، فإن ألمانيا تساعد في دفع ثمن المزارعين في فرنسا.